# Aeroportul Koroba
Aeroportul Koroba (IATA: KDE, ICAO: AYOW) este un aeroport din Southern Highlands Province⁠(d), Papua Noua Guinee.
aeroportul dispune de o singură pistă.